# Тумутукский район
Тумутукский район (тат. Тымытык районы) — упразднённая административно-территориальная единица Татарской АССР, существовавшая с 1930 по 1931 год и с 1935 по 1958 год. Административный центр — село Тумутук.

## История
Первоначально район был образован 10 августа 1930 года при упразднении Бугульминского кантона. 20 октября 1931 года центр района был перенесён из с. Тумутук в с. Азнакаево, вследствие чего район был переименован в Азнакаевский.
10 февраля 1935 года из северной и восточной частей Азнакаевского и юго-восточной части Сармановского районов был образован новый район с райцентром в с. Тумутук, просуществовавший до 16 июля 1958 года. После упразднения района его территория вошла в состав Азнакаевского и Ютазинского районов Татарской АССР.

## Административное деление
На 1 января 1948 года район включал в свой состав 14 сельсоветов: Агировский, Буралинский, Верхне-Стярлинский, Камышлинский, Кук Тякинский, Муслюмский, Сарлинский, Сухояшский, Татарско-Шуганский, Тумутукский, Урсайский, Учаллинский, Чалпинский, Чубар-Абдулловский.
Территория района составляла 821 км².